# Louise Smith
Louise Smith es una actriz y dramaturga estadounidense, conocida principalmente por su papel como Molly en la película Working Girls de 1986.

## Carrera
Smith se licenció en Teatro en el Antioch College en 1977. Fue nominada a un Independent Spirit Award en 1987 a la mejor actriz protagonista por la película Working Girls, dirigida por Lizzie Borden. Recibió un premio Bessie en 1990 por su trabajo en la obra teatral Brightness de Ping Chong. En 2003 obtuvo un premio Obie por su trabajo en Painted Snake in a Painted Chair.
Presidió el Departamento de Teatro del Antioch College durante catorce años, de 1994 a 2008. Enseñó en el Nonstop Liberal Arts Institute durante la lucha del Antioch College por su independencia tras su cierre en 2008, y después fue Decana de Vida Comunitaria cuando la institución reabrió sus puertas antes de volver a la enseñanza como profesora de interpretación. En 2020 fue nombrada Profesora Emérita de la institución.

## Filmografía destacada
- 1986 - Working Girls
- 1989 - Against the Innocent
- 2003 - Gravel